# فرودگاه مادرید-باراخاس

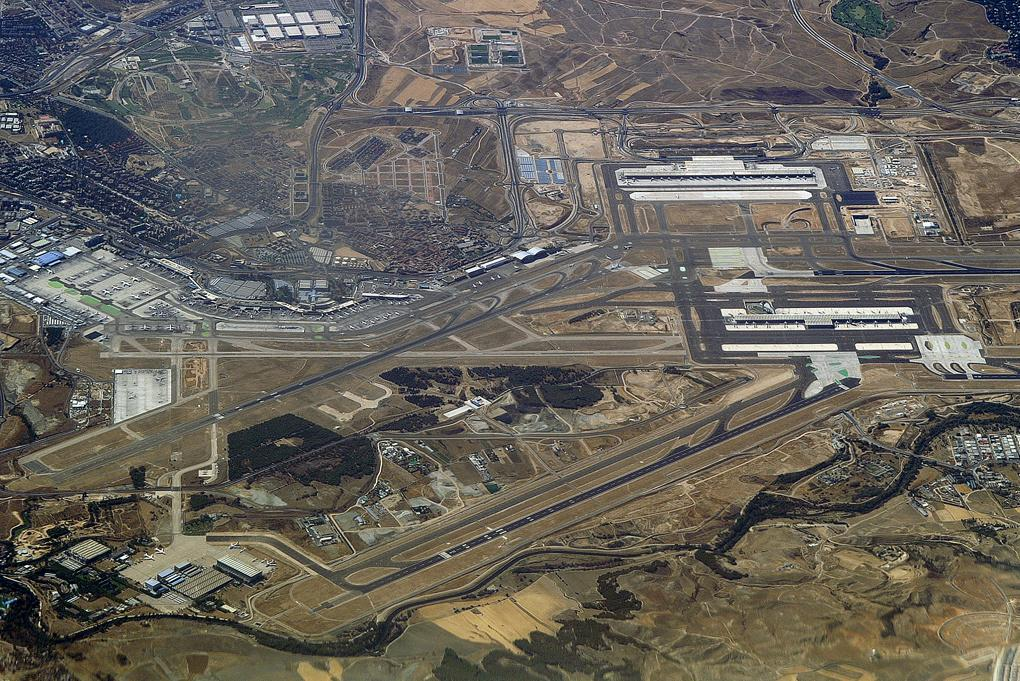
نمایی هوایی از باندهای متعدد فرودگاه بین‌المللی مادرید - باراخاس.

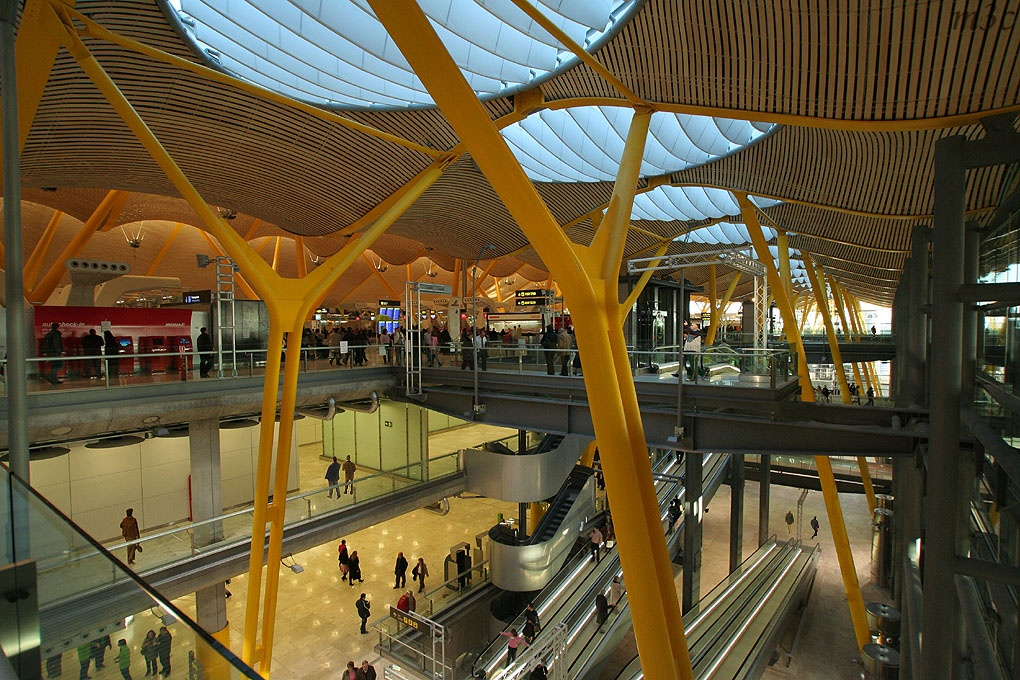
نمایی از پایانه شماره ۴ فرودگاه بین‌المللی مادرید - باراخاس.

فرودگاه مادرید-باراخاس (به اسپانیایی: Aeropuerto de Madrid-Barajas) نام اصلی‌ترین فرودگاه مادرید، پایتخت کشور اسپانیا است. این فرودگاه در سال ۱۹۲۸ میلادی افتتاح شد و اکنون به یکی از بزرگ‌ترین فرودگاه‌ها در قاره اروپا تبدیل شده‌است. در حدود ۵۲ میلیون نفر در سال ۲۰۰۷ میلادی از طریق فرودگاه بین‌المللی مادرید جابجا شدند. این فرودگاه هم‌اکنون در رده ۱۳دهمین فرودگاه پر رفت‌وآمد جهان و چهارمین فرودگاه پر رفت‌وآمد اروپا قرار دارد.

## حوادث
- ۲۷ نوامبر ۱۹۸۳ - سقوط یک فروند بوئینگ ۷۴۷ متعلق به شرکت هواپیمایی آویانکا کلمبیا، منجر به کشته‌شدن ۱۸۱ نفر شد.
- ۷ دسامبر ۱۹۸۳ - برخورد هواپیمای ایبریای اسپانیا با هواپیمای آویانکا کلمبیا بر روی باند فرودگاه منجر به کشته‌شدن ۱۳۵ نفر شد.
- ۳۰ دسامبر ۲۰۰۶ - انفجار بمب باعث منهدم شدن بخشی از یک پارکینگ چند طبقه فرودگاه و مجروح شدن ۲۰ نفر شد. گروه جدایی‌طلب باسک موسوم به اتا، مسئول این بمب‌گذاری معرفی شد.[۲]
- ۲۰ اوت ۲۰۰۸ - لغزش یک فروند هواپیمای مسافربری شرکت Spanair در فرودگاه بین‌المللی مادرید به کشته‌شدن ۱۵۳ نفر منجر شد. هواپیمای مک‌دونال داگلاس MD-82 با ۱۶۶ مسافر و شش خدمه به مقصد جزایر قناری از زمین بلند شده بود که دچار سانحه شد.[۳][۴]

## نگارخانه

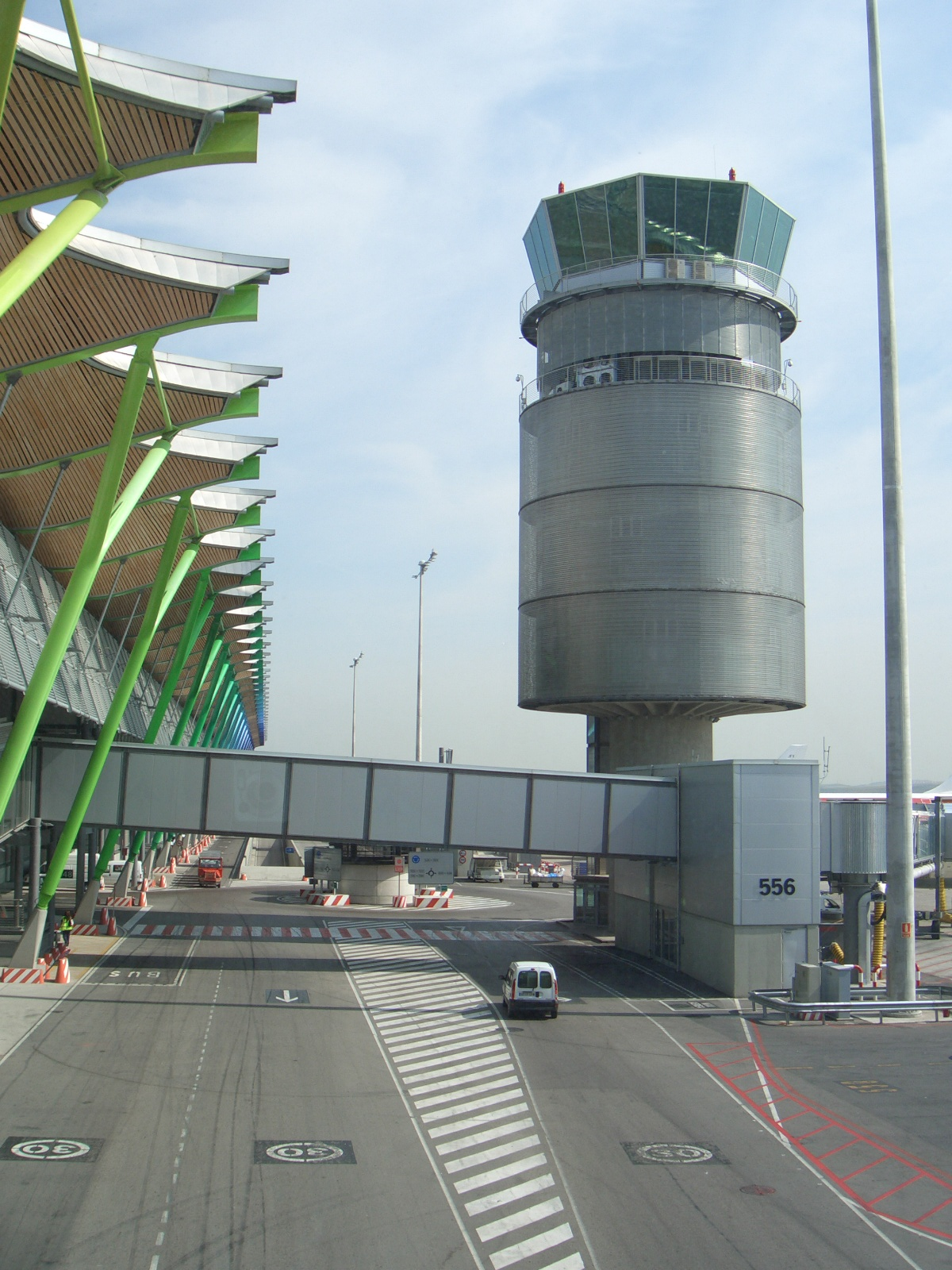
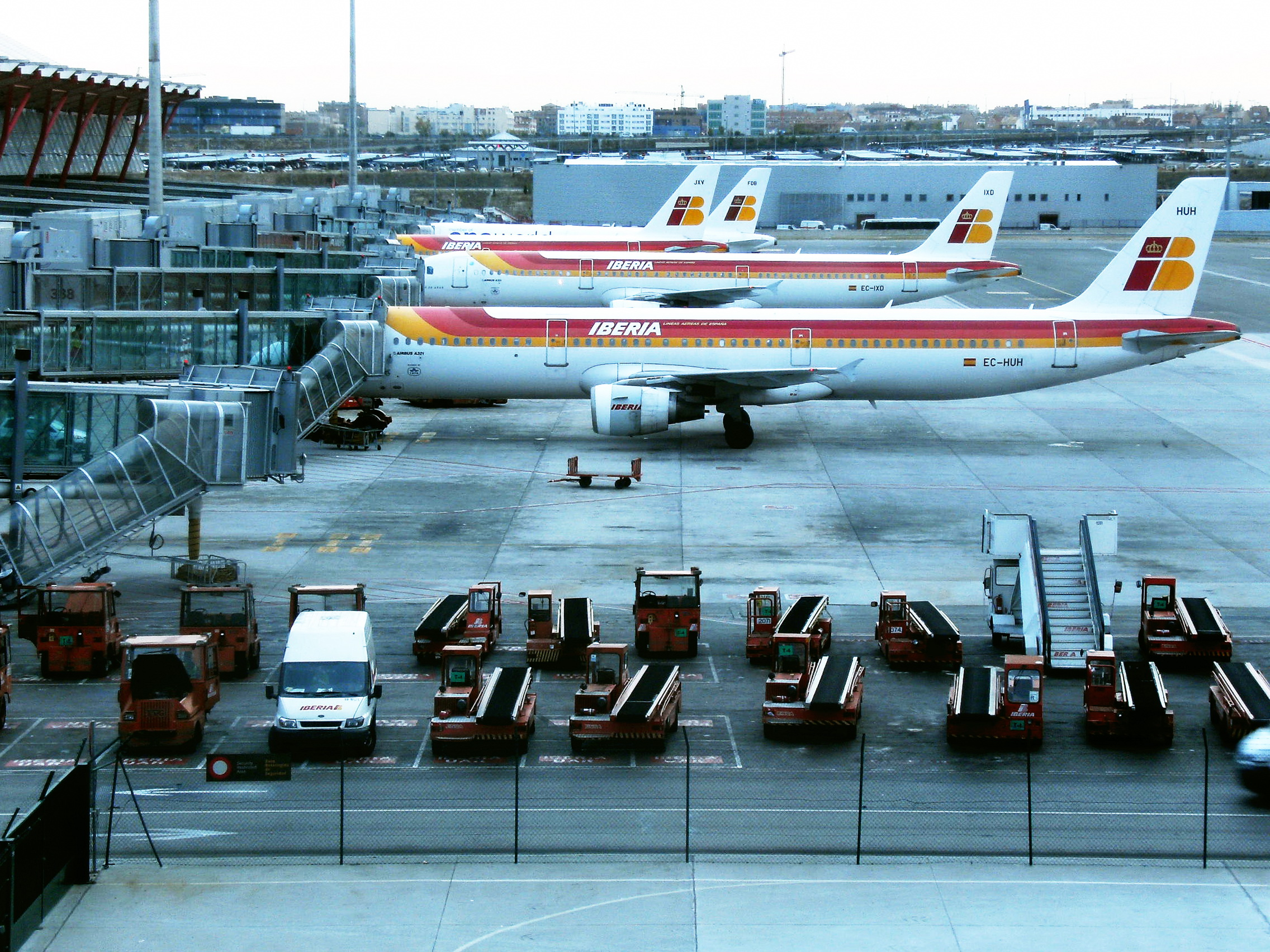
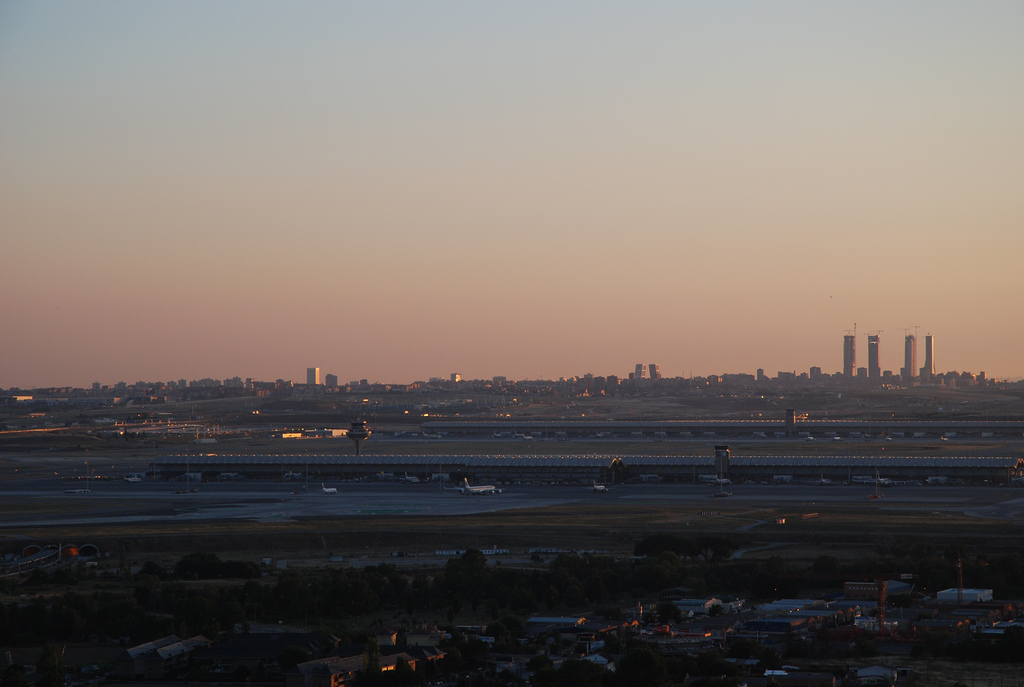
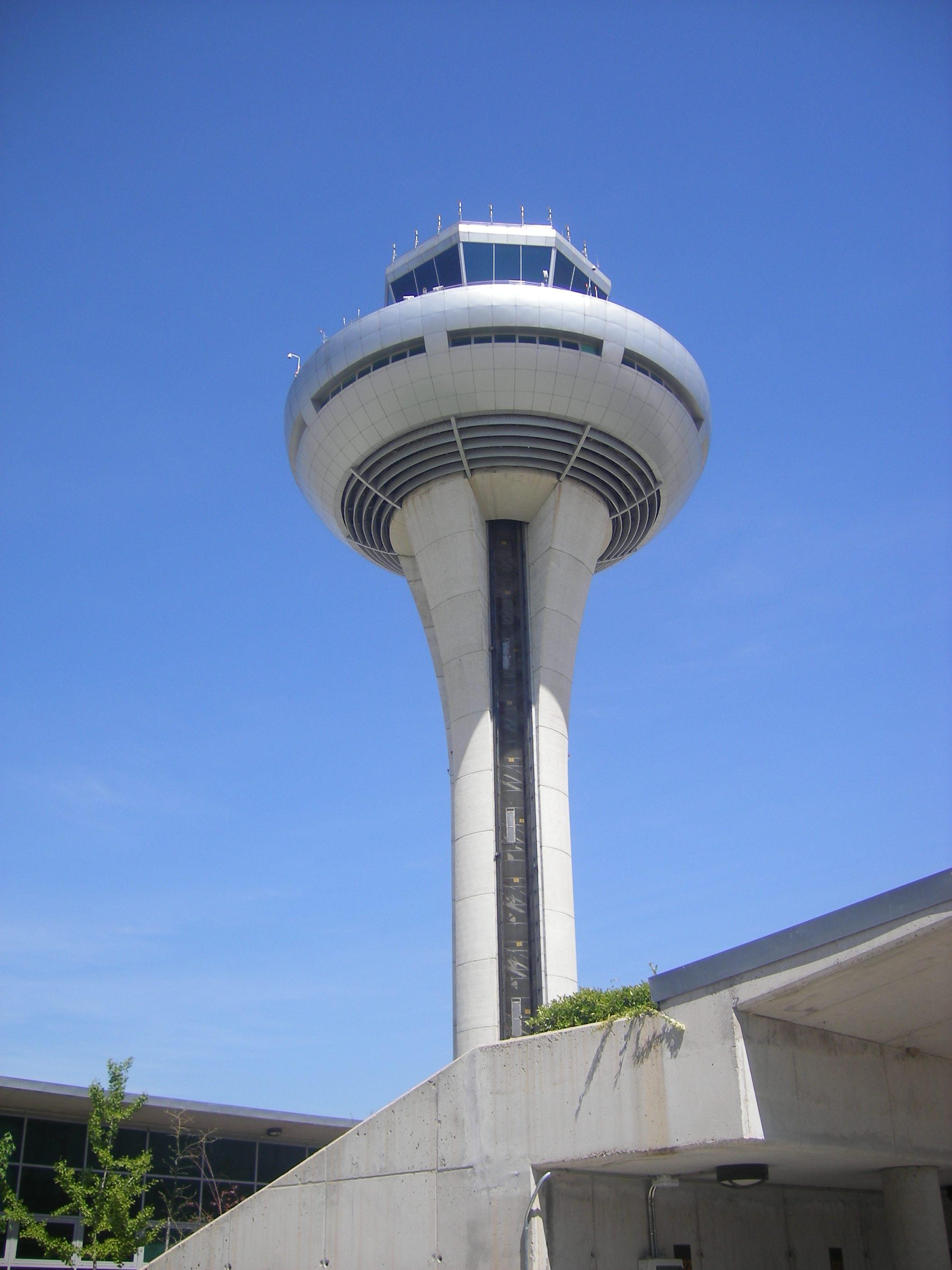
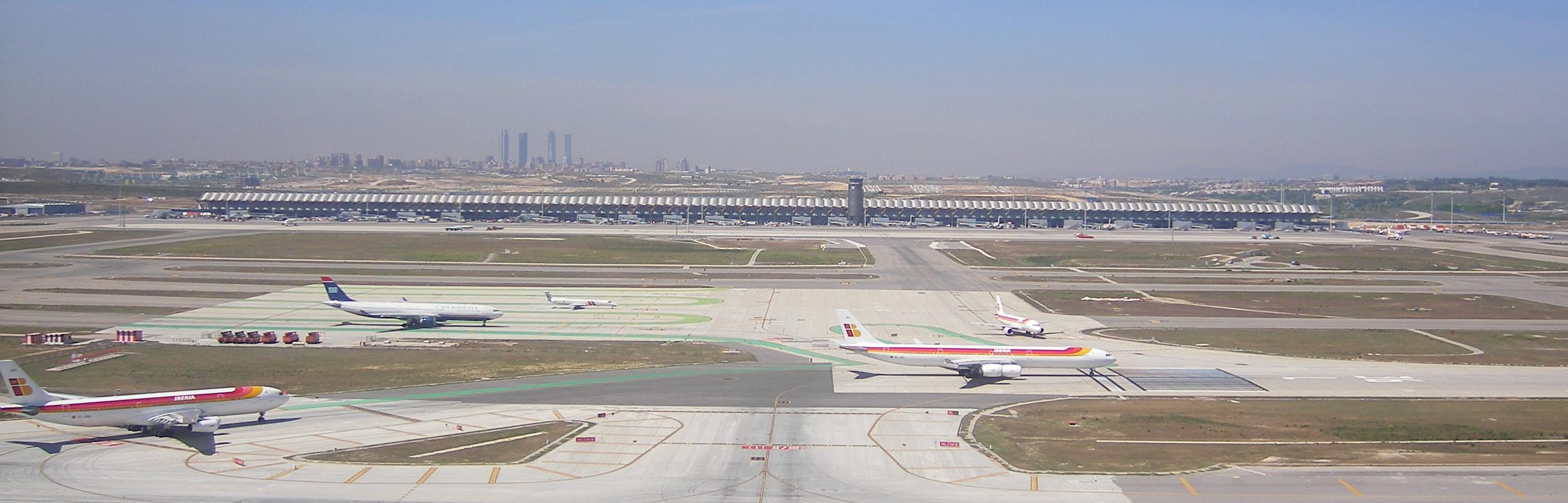
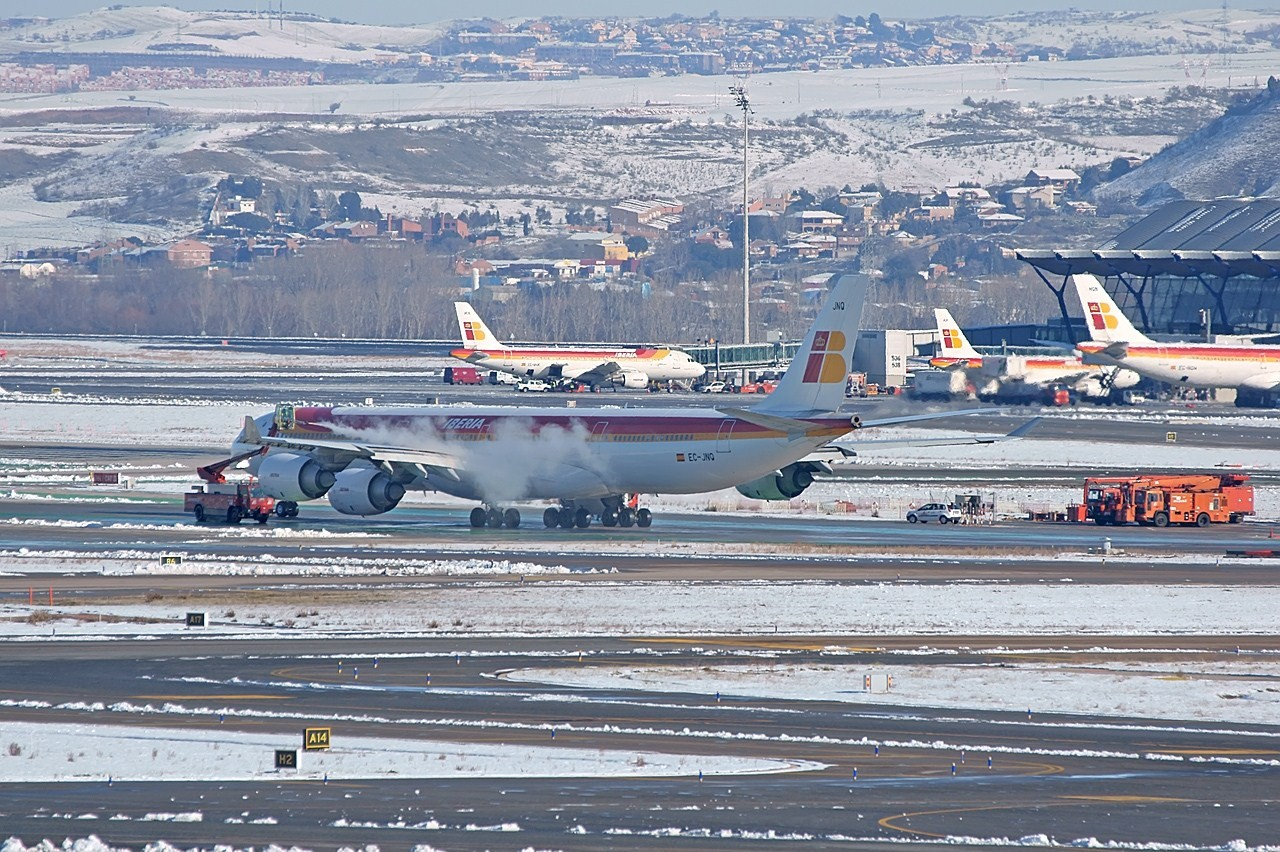
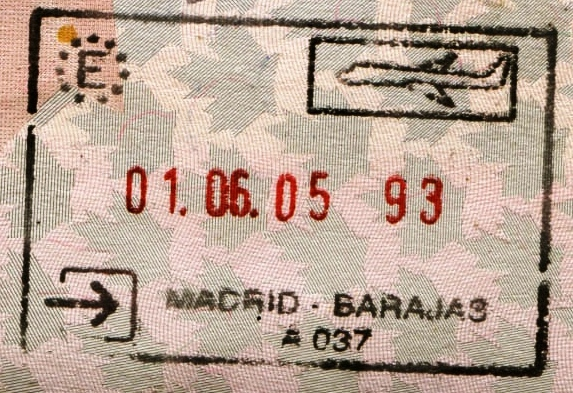

## شرکت‌های هواپیمایی و مقصدهای پروازی

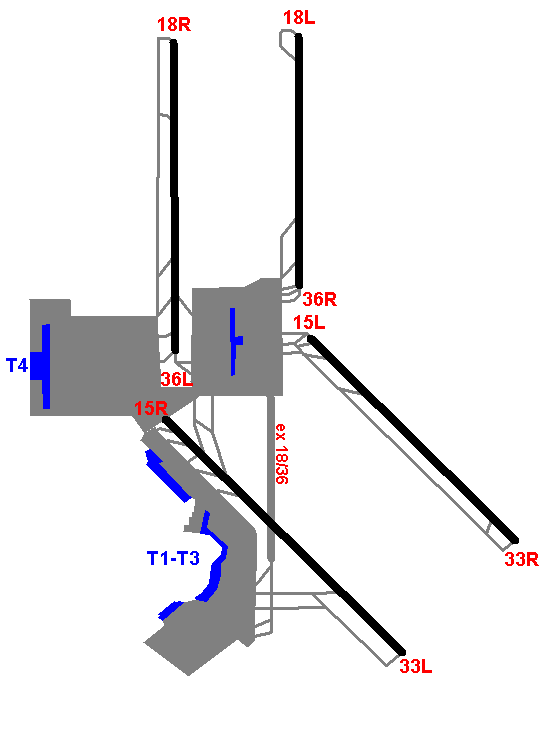
نقشهٔ باندهای فرود.

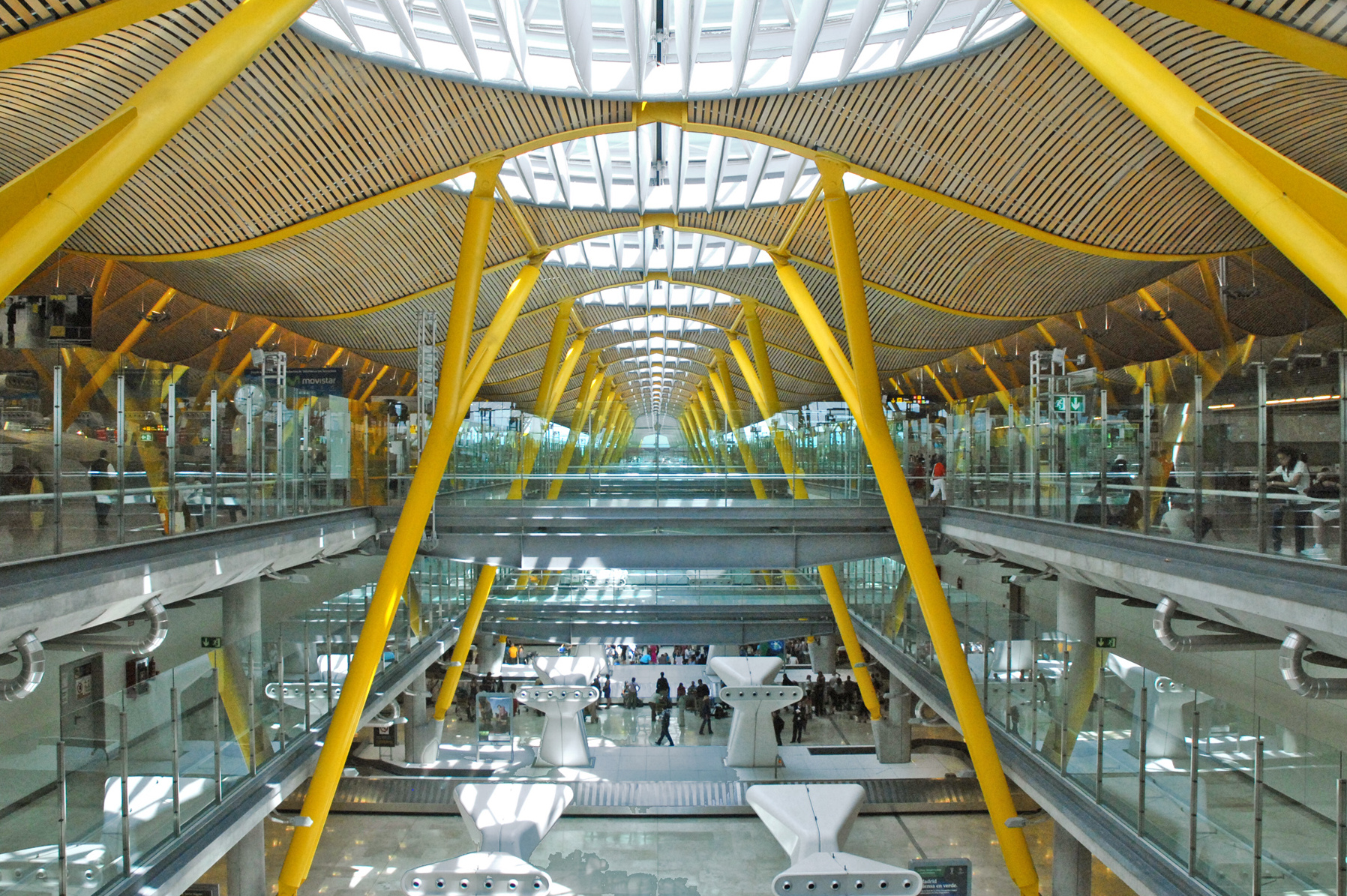
درون پایانه ۴.

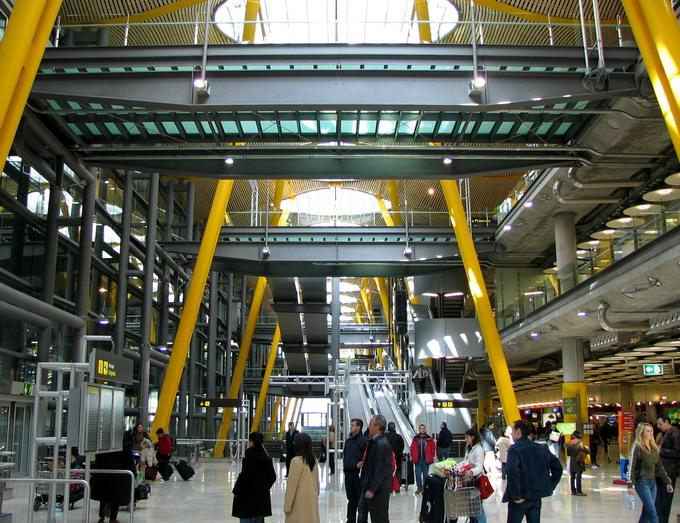
ورودی پایانه ۴.

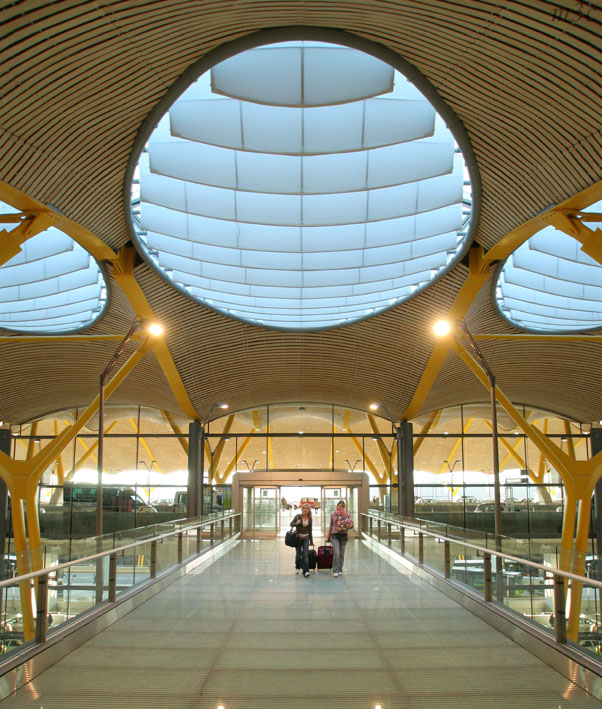
درون پایانه ۴.

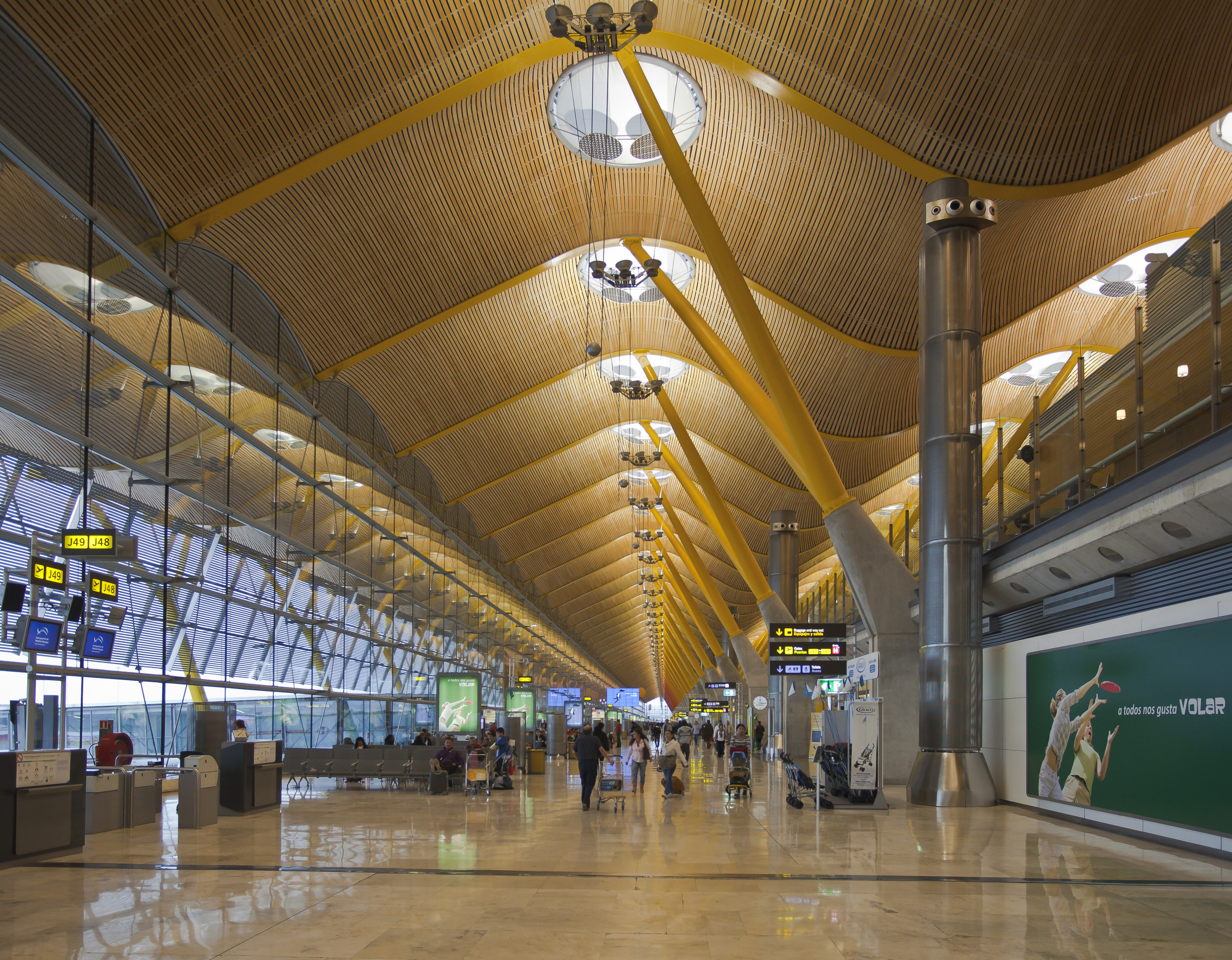
پایانه ۴

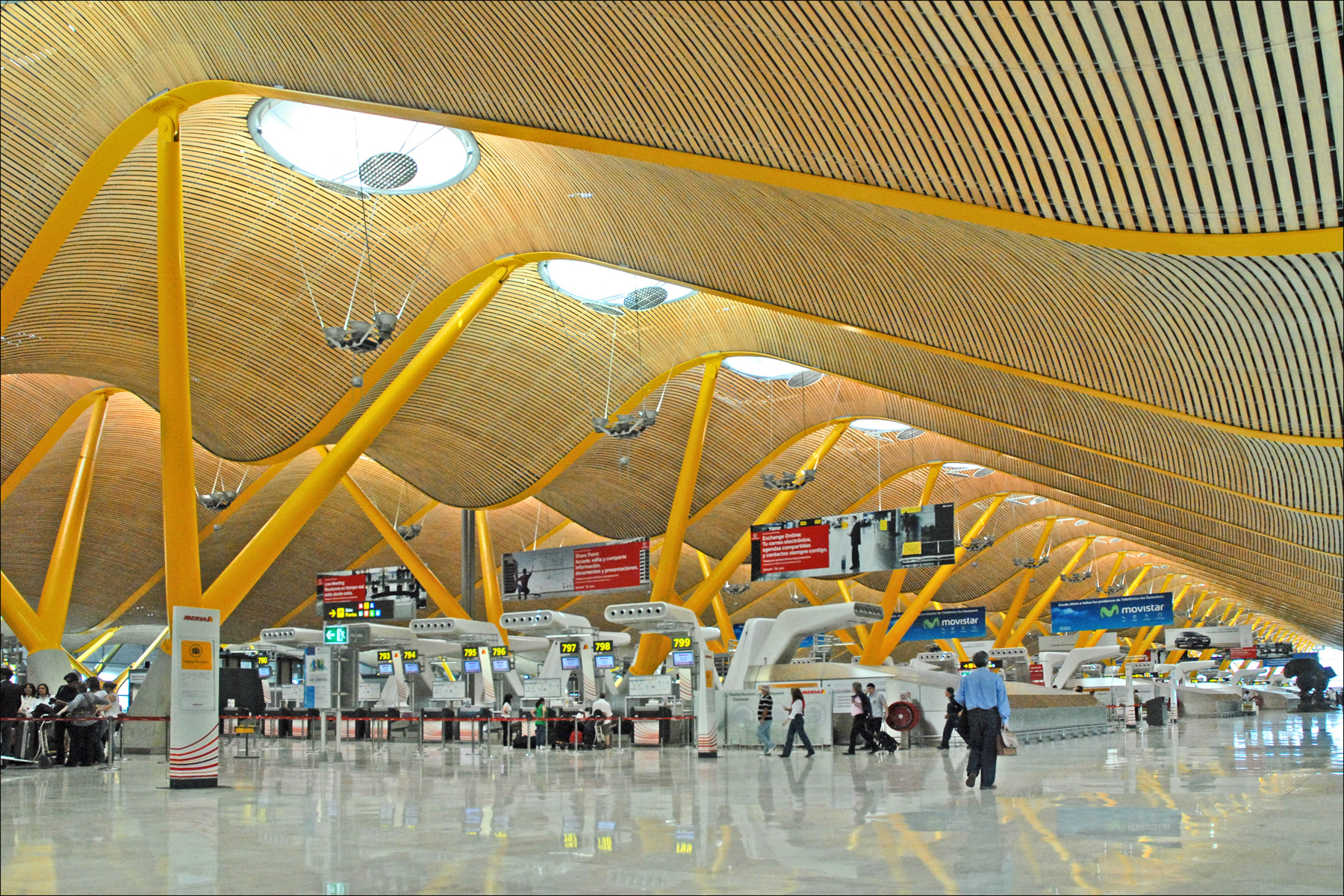
درون پایانه ۴.

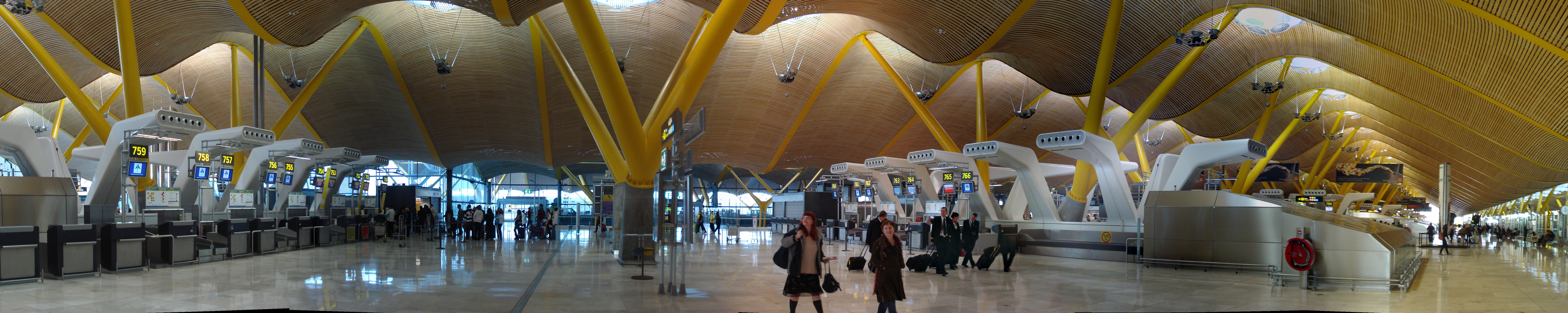
سراسرنما از پایانه ۴.

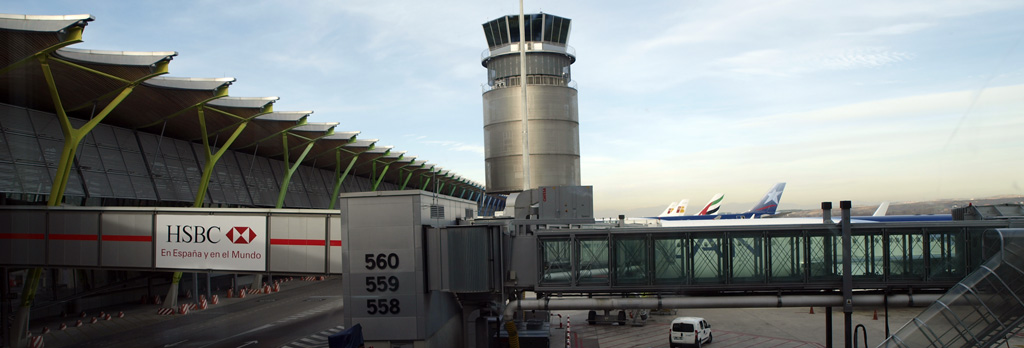
برج مراقبت زمینی.

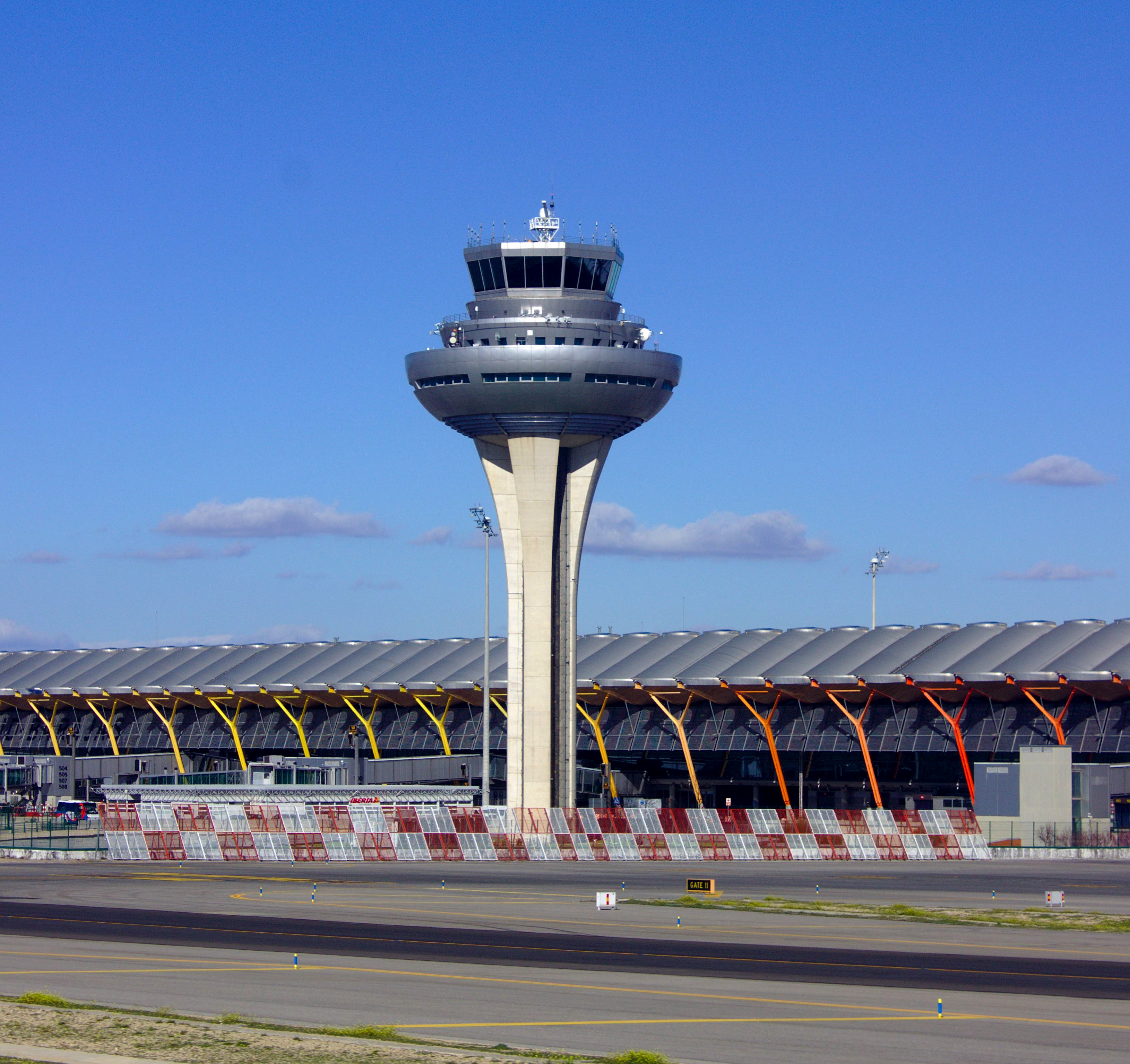
برج مراقبت پرواز اصلی.

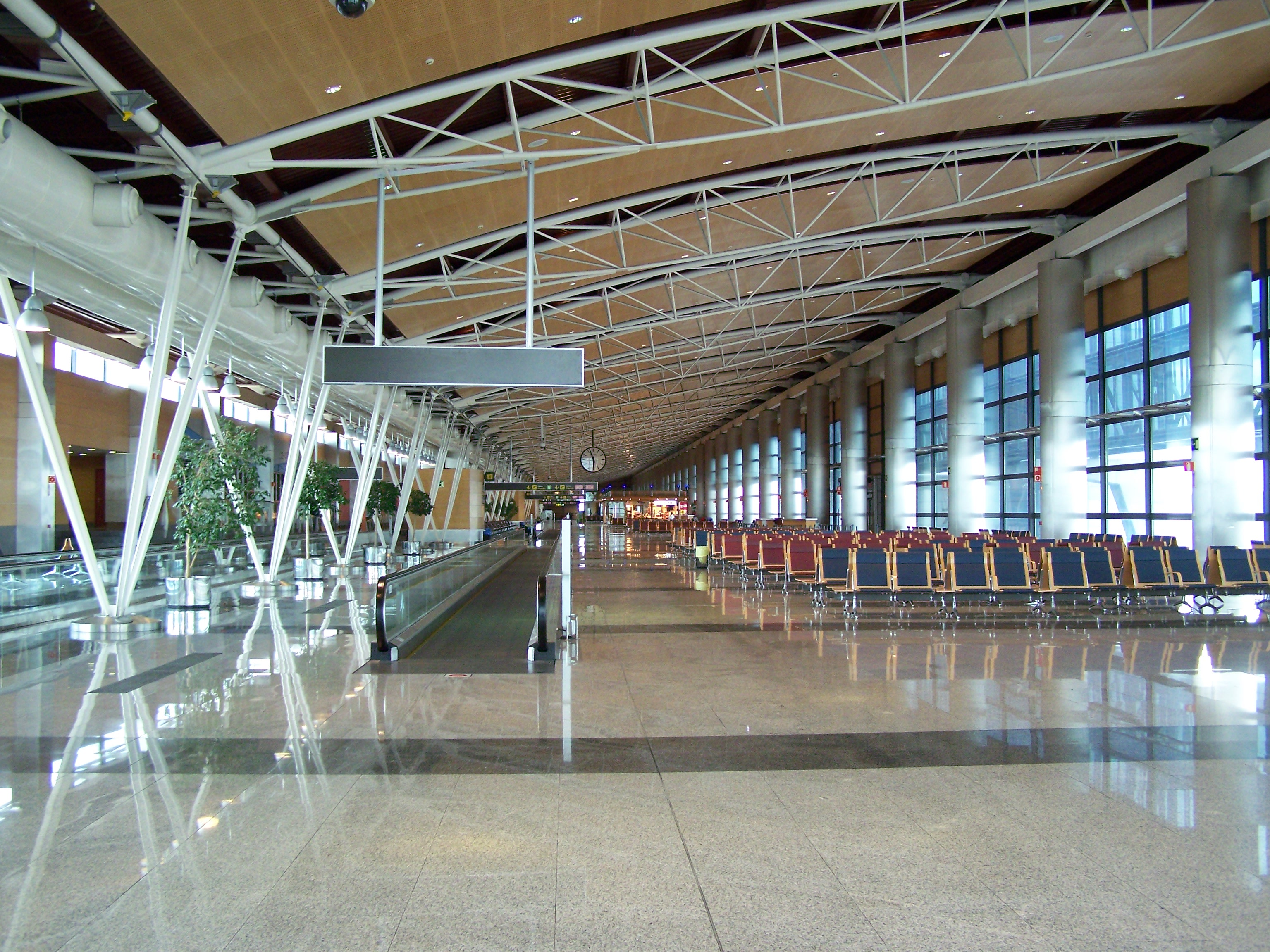
درون پایانه ۱.

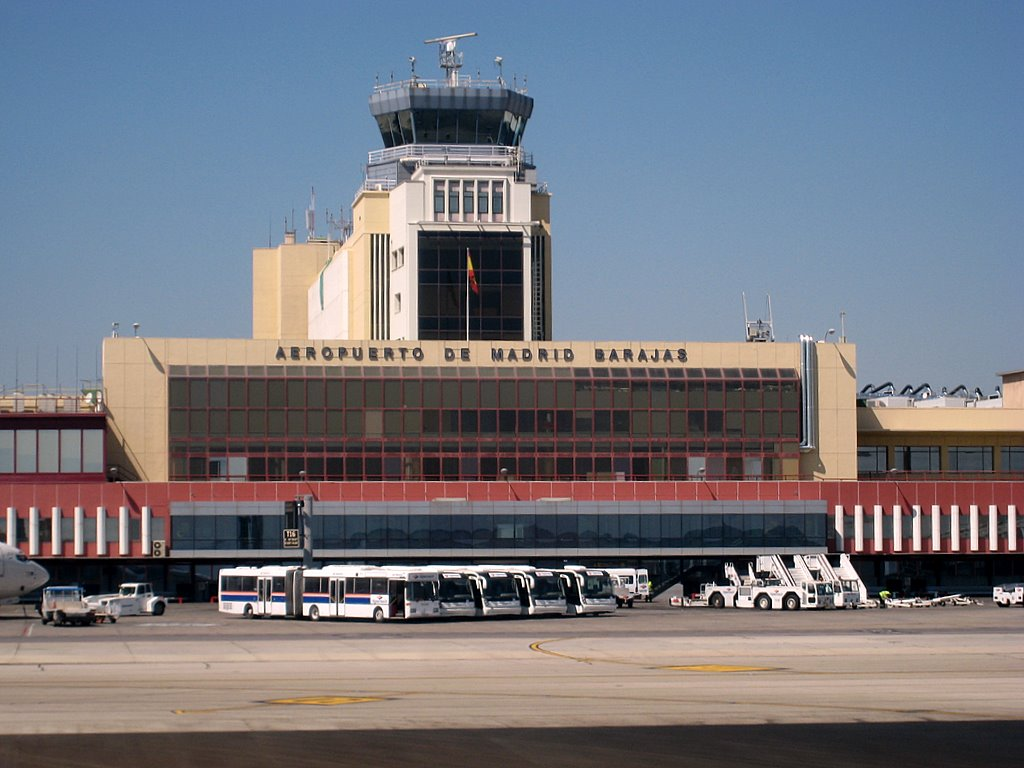
برج مراقبت پرواز پایانه‌های ۱، ۲ و ۳.

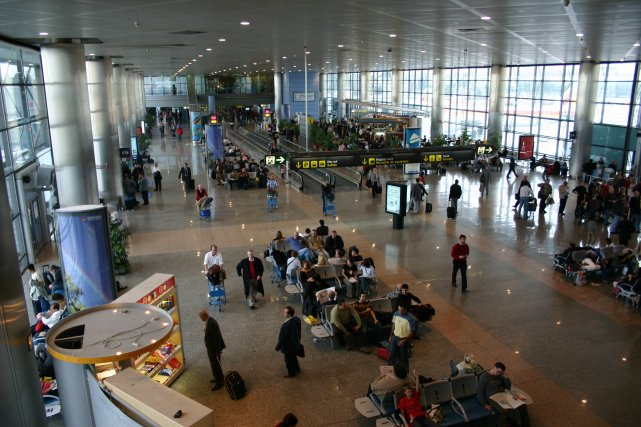
درون پایانه ۳.

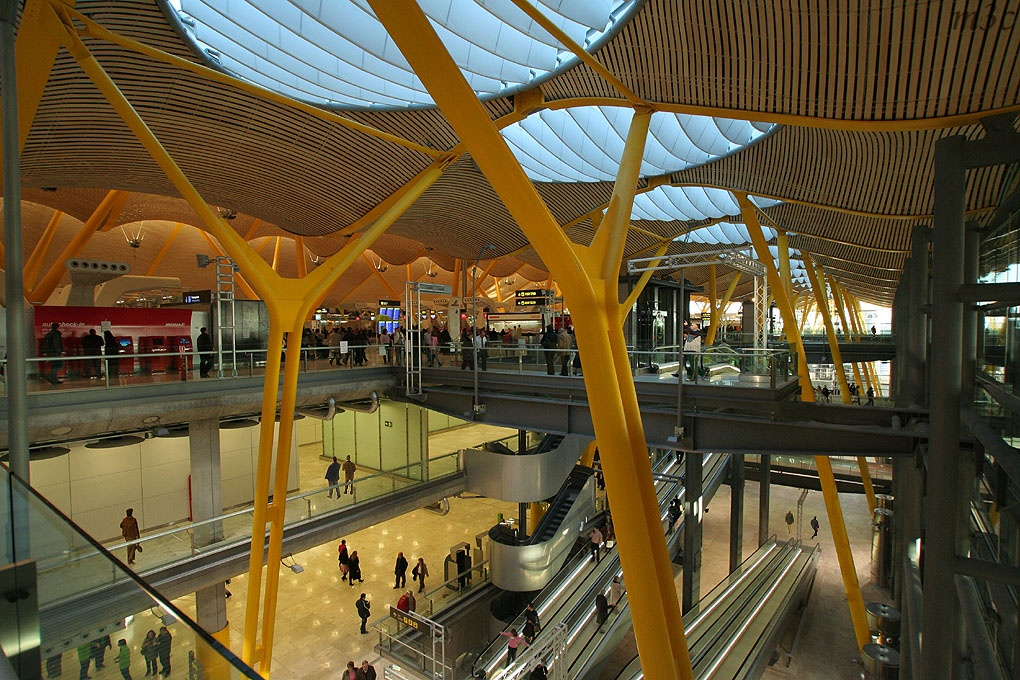
درون پایانه ۴

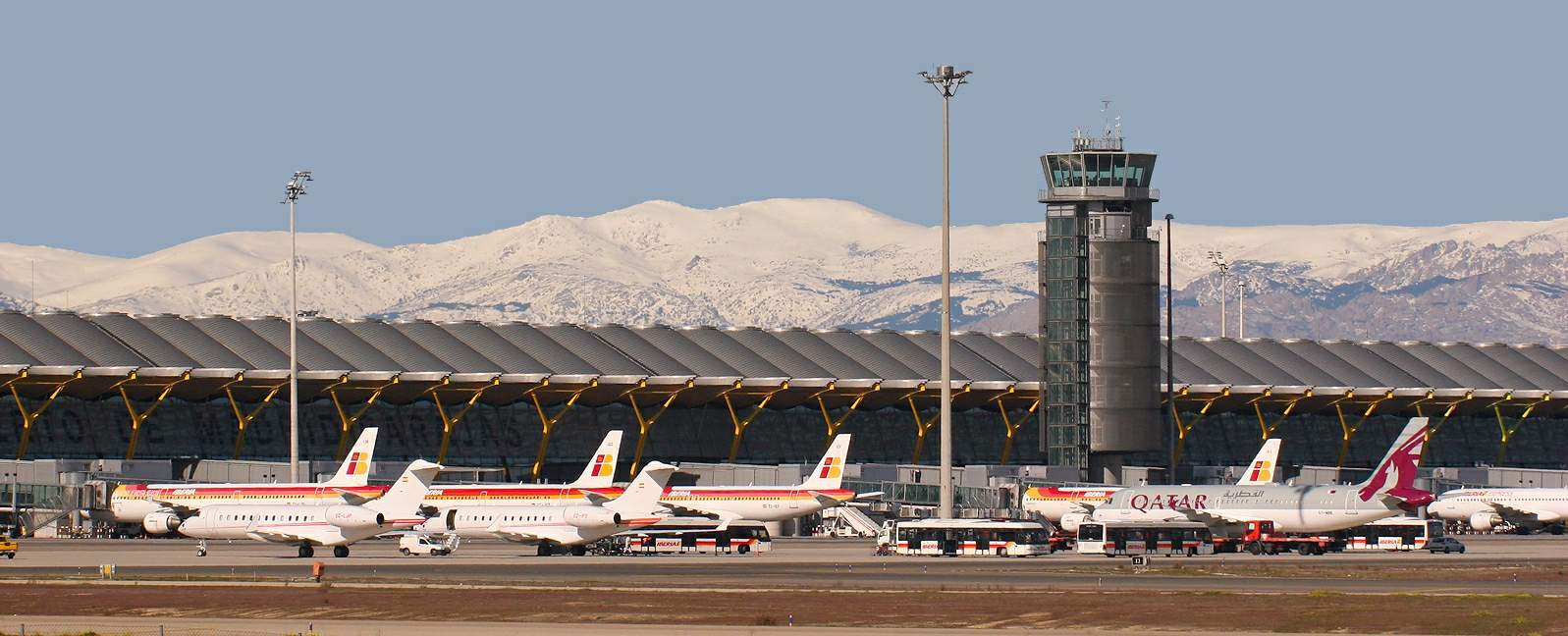
ترمیال ۴.

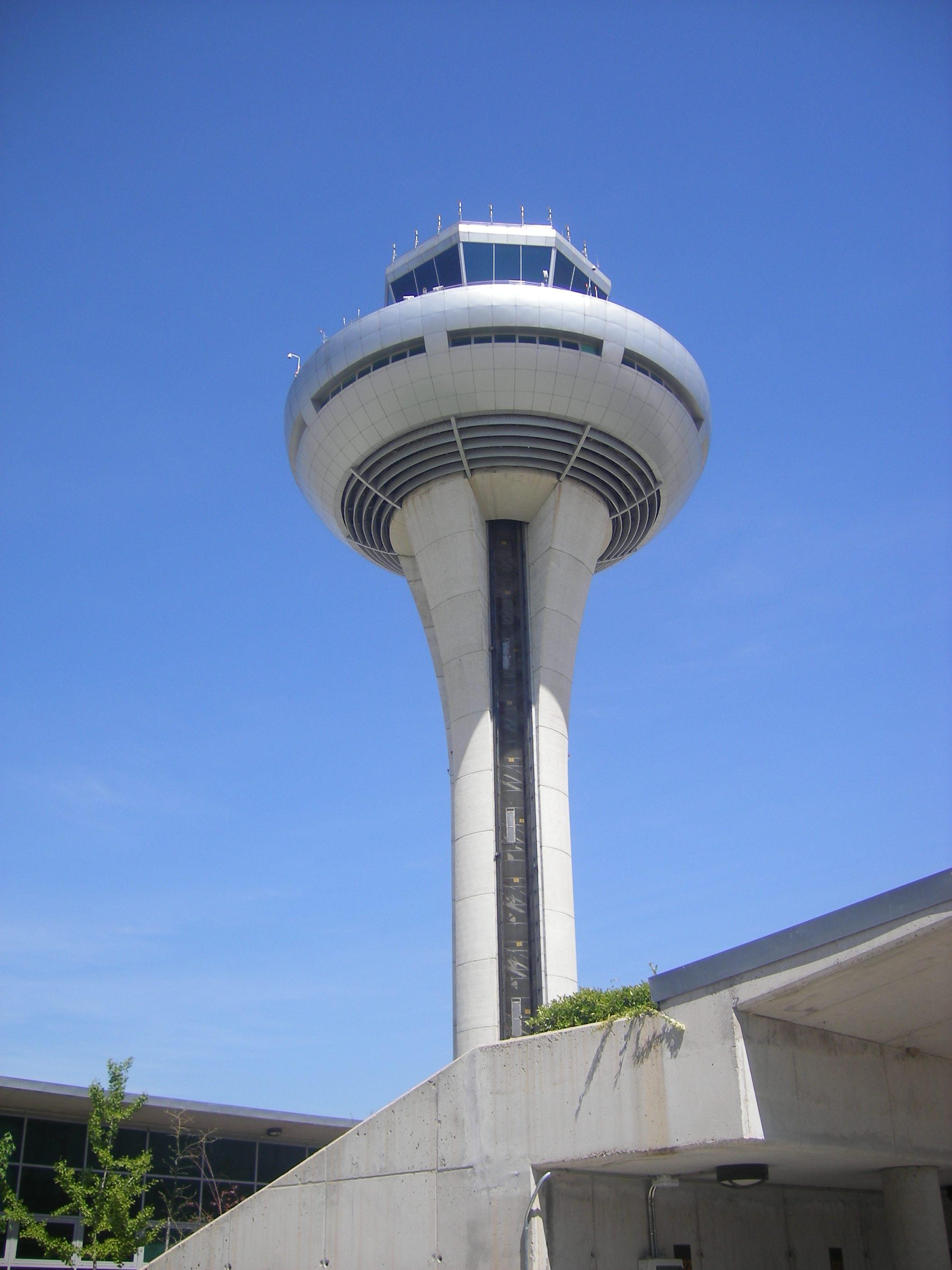
برج مراقبت پرواز.

### مسافری
| شرکت‌های هواپیمایی                                  | مقصدهای پروازی |
| -------------------------------------------------- | --- |
| ایجین ایرلاینز                                     | آتن |
| ایر لینگاس                                         | دوبلین |
| آئروفلوت                                           | شرمتیوو |
| ارولینیاس آرژانتیناس                               | مینیسترو پیستارینی |
| آئرومکزیکو                                         | مکزیکو سیتی |
| ایربالتیک                                          | فصلی: ریگا |
| هواپیمایی الجزایر                                  | هواری بومدین |
| ایر عربیا مغرب                                     | ابن بطوطه طنجه |
| ایر کانادا                                         | پیرسون تورنتو |
| ایر چاینا                                          | پکن، سائو پائولو گوارولوس |
| ایر اروپا                                          | لاکرونیا، آلیکانته-الچه، آلمریا، اسخیپول آمستردام، سیلویو پتیروسی، بارسلونا-ال پرات، بیلبائو، ال دورادو، بروکسل، مینیسترو پیستارینی، کانکون، کینتانا رو، سیمون بولیوار، اینگنیرو ارناوتیکو امبرسیو تاراولا، فرانکفورت، فوئرته‌ونتورا، گرن کناریا، خوزه خواکین د اولمدو، خوزه مارتی، ایبیزا، لانزاروته، خورخه چاوز، گاتویک، مالاگا، میامی، میلانو مالپنسا، کراسکو، مونیخ، جان اف کندی، پالما د مایورکا، اورلی، پونتا کانا، لئوناردو دا وینچی-فیومیچینو، دپوتادو لوئیس ادواردو مگاهاس، لوئیز مونز مارین، رامون ویلدا مورالس، ویرو ویرو، لا امریکاس، سائو پائولو گوارولوس، سن پابلو، بن گوریون، تنریف شمالی، فیگو-پینادور، زوریخ فصلی: لوگان |
| ایر اروپا اجرا توسط پریویلج استایل                 | لیسبون پورتلا، فرنسیسکو جسا کارنئیرو |
| ایر اروپا اجرا توسط سویفت‌ایر                       | بیلبائو، مالاگا، والنسیا، فیگو-پینادور |
| ایر فرانس                                          | شارل دوگل پاریس |
| ایر ایندیا                                         | ایندیرا گاندی |
| ایر مولداوا                                        | کیشیناو |
| ایر ترنست                                          | فصلی: مونترآل-پییر الیوت ترودو |
| آلیتالیا                                           | لئوناردو دا وینچی-فیومیچینو |
| امریکن ایرلاینز                                    | دالاس-فورت ورث، میامی، جان اف کندی، فیلادلفیا فصلی: شارلوت داگلاس |
| اویانکا                                            | ال دورادو، آلفونسو بونییا آراگون، خوزه ماریا کوردوا |
| آزورس ایرلاینز                                     | چارتر فصلی: لایس فیلد |
| بیجینگ کپیتال ایرلاینز                             | چنگدو شوانگلیو، هانگجو ژیاشان، کینگدائو لیوتینگ (آغاز از ۳۱ اکتبر ۲۰۱۷) |
| بلو ایر                                            | بکو، هنری کواندا، تورین کاسله |
| بولیویانا دو اویاسیون                              | ویرو ویرو فصلی: خورخه ویلسترمان |
| بریتیش ایرویز                                      | هیترو لندن |
| بروکسل ایرلاینز                                    | بروکسل |
| بلغاریا ایر                                        | صوفیه |
| کاتای پاسیفیک                                      | هنگ کنگ |
| سیبا اینترکاتیننتال ایرلاینز اجرا توسط وایت ایرویز | مالابو |
| هواپیمایی شرقی چین                                 | شانگهای پودنگ |
| کبالت ایر                                          | لارناکا |
| هواپیمایی کوبا                                     | خوزه مارتی، آنتونیو ماکئو |
| چک ایرلاینز                                        | پراگ رازیون |
| دلتا ایرلاینز                                      | هارتسفیلد-جکسون آتلانتا، جان اف کندی |
| ایزی‌جت                                             | بریستول، ادینبرو، لیسبون پورتلا، جان لنون لیورپول، گاتویک، لوتن لندن، لیون-سینت اگزوپری، میلانو مالپنسا، شارل دوگل پاریس |
| easyJet Switzerland                                | بازل-مولوز-فرایبورگ اروپا، ژنو |
| هواپیمایی مصر                                      | قاهره |
| ال عال                                             | بن گوریون |
| هواپیمایی امارات                                   | دوبی |
| هواپیمایی اتیوپی                                   | بوول |
| هواپیمایی اتحاد                                    | ابوظبی |
| یورو وینگز                                         | وین |
| اولوپ ایرلاینز                                     | کانکون، کینتانا رو، خوزه مارتی، پونتا کانا فصلی: سر سیوساگور رامگولام |
| فن‌ایر                                              | هلسینکی |
| ایبریا ایرلاین                                     | لاکرونیا، هواری بومدین، آتن، بارسلونا-ال پرات، بازل-مولوز-فرایبورگ اروپا، بیلبائو، ال دورادو، بروکسل، مینیسترو پیستارینی، سیمون بولیوار، محمد پنجم، اوهر شیکاگو، لئوپولد سدار سنگور، دوسلدورف، پره‌تولا، فرانکفورت، ژنو، فدریکو گارسیا لورکا، لا آررا، هامبورگ، خوزه مارتی، خرز، اولیور تامبو، خورخه چاوز، لیسبون پورتلا، هیترو لندن، مالابو، مراکش-منارا، خوزه ماریا کوردوا، مکزیکو سیتی، میامی، لینیت، میلانو مالپنسا، کراسکو، دوموده‌دوو، مونیخ، جان اف کندی، اس سینیا وهران، آستوریاس، توکومن، اورلی، پراگ رازیون، نیو کیتو، ریو دوژانیرو گالیائو، لئوناردو دا وینچی-فیومیچینو، خوآن سانتاماریا، السالوادور، سانتاندر، کومودورو ارتورو مرینو بنیتز، سانتیاگو د کمپوستلا، لا امریکاس، سائو پائولو گوارولوس، شانگهای پودنگ، استکهلم-آرلاندا، بن گوریون، ناریتا، ونیز مارکو پولو، وین، زوریخ فصلی: لوگان، بوداپست فرنک لیست، دوبروونیک، لس‌آنجلس، لوئیز مونز مارین، زاگرب   |
| ایبریا اکسپرس                                      | اسخیپول آمستردام، برلین تگل، بوردو–مریگناک، بیرمنگام، کپنهاگ، دوبلین، فوئرته‌ونتورا، گرن کناریا، لا پالما، لانزاروته، گاتویک، لیون-سینت اگزوپری، مالاگا، منچستر، نانت آتلانتیک، ناپل، نیس کوت دازور، پالما د مایورکا، شارل دوگل پاریس، رن - سن-ژاک، سانتیاگو د کمپوستلا، تنریف شمالی، تنریف جنوبی، سن پابلو، اشتوتگارت، فیگو-پینادور فصلی: هنری کواندا، کگلیاری-الماس، کاردیف، کرک، ادینبرو، ایبیزا، جان پل دوم کراکوف-بالیس، مالت، منورکا، گاردرموئن اسلو، کفلاویک، ملی سادورینی |
| ایبریا ریجنال اجرا توسط ایر نوستروم                | آلیکانته-الچه، آلمریا، باداخوس، بیاریتس – انگلت – بییون، بلوونی گوگلیلمو مارکونی، بوردو–مریگناک، فرانکفورت، فدریکو گارسیا لورکا، ایبیزا، خرز، لیسبون پورتلا، لوگرونو-آگونسیلو، لیون-سینت اگزوپری، مراکش-منارا، مارسی پروانس، میلیلیا، منورکا، مورسیا-سان یاویر، نانت آتلانتیک، نیس کوت دازور، آستوریاس، پالما د مایورکا، پامپلونا، فرنسیسکو جسا کارنئیرو، سان سباستین، سانتاندر، استراسبورگ (PSO), ابن بطوطه طنجه، تولوز-بلانیاک، تورین کاسله، والنسیا، فیگو-پینادور فصلی: فارو، کریستیانو رونالدو، مالت، اولبیا - کاستا اسمرالدا، پرپینیان-ریوسالت، اسپلیت |
| ایسلندایر                                          | فصلی: کفلاویک |
| شرکت هواپیمایی اسرایر                              | بن گوریون |
| کاال‌ام                                             | اسخیپول آمستردام |
| کورین ایر                                          | اینچئون |
| تام ایرلاینز                                       | سائو پائولو گوارولوس |
| لان ایرلاینز                                       | فرانکفورت، کومودورو ارتورو مرینو بنیتز |
| لان اکوادور                                        | خوزه خواکین د اولمدو |
| لان پرو                                            | خورخه چاوز |
| لوت پولیش ایرلاینز                                 | شوپن ورشو |
| لوفت‌هانزا                                          | فرانکفورت، مونیخ |
| لوکزایر                                            | لوگزامبورگ - فیندل |
| مریدیانا                                           | ناپل فصلی: اولبیا - کاستا اسمرالدا |
| مونارک ایرلاینز                                    | فصلی: بیرمنگام |
| نروجین ایر شاتل اجرا توسط نروژین ایر اینترنشنال    | کپنهاگ، گرن کناریا، هلسینکی، گاتویک، گاردرموئن اسلو، استکهلم-آرلاندا، تنریف شمالی فصلی: کاتانیا-فونتاناروسا، دوبروونیک، گوتنبرگ-لاندوتر، مالت، مراکش-منارا، پالما د مایورکا، کفلاویک، شوپن ورشو |
| پگاسوس ایرلاینز                                    | صبیحه گوکچن |
| Plus Ultra Líneas Aéreas                           | خورخه چاوز، کومودورو ارتورو مرینو بنیتز، لا امریکاس |
| هواپیمایی قطر                                      | حمد |
| هواپیمایی پادشاهی مراکش                            | محمد پنجم |
| الملکیه الاردنیه                                   | ملکه علیا |
| رایان‌ایر                                           | باری (برقراری مجدد از ۳۱ اکتبر ۲۰۱۷)، باووایس-تیلی، اوریو آل سریو، برلین شونفلد، بیرمنگام، بلوونی گوگلیلمو مارکونی، ام.آر. استفانیک، بروکسل، هنری کواندا، بوداپست فرنک لیست، کگلیاری-الماس، کاتانیا-فونتاناروسا، بروکسل جنوب شرلروآ، کلن بن، کپنهاگ، دوبلین، آیندهوون، فس-سایس، فرانکفورت (آغاز از ۰۵ سپتامبر ۲۰۱۷)،فوئرته‌ونتورا، گلاسگو (آغاز از ۲۹ اکتبر ۲۰۱۷)، گرن کناریا، هامبورگ، ایبیزا، جان پل دوم کراکوف-بالیس، لانزاروته، لامتزیا ترمه، استانستد لندن، لوگزامبورگ - فیندل، مالت، منچستر، مراکش-منارا، مارسی پروانس، ناپل، نیوکاسل، نورنبرگ، پالرمو، پالما د مایورکا، گالیله، فرنسیسکو جسا کارنئیرو، پوزنان-لاویکا (برقراری مجدد از ۲۹ اکتبر ۲۰۱۷)، پراگ رازیون (آغاز از ۲۹ اکتبر ۲۰۱۷)، رباط سله، چمپینو، رم، سانتیاگو د کمپوستلا، صوفیه، ابن بطوطه طنجه، تنریف شمالی، تنریف جنوبی، تولوز-بلانیاک، ورونا، ویلنیوس، وارساو مادلن، وروتسواف کوپرنیکوس فصلی: منورکا |
| هواپیمایی سعودی                                    | ملک عبدالعزیز، ملک خالد |
| سوئیس اینترنشنال ایرلاینز                          | ژنو، زوریخ |
| تاپ پرتغال                                         | لیسبون پورتلا، فرنسیسکو جسا کارنئیرو |
| تاپ پرتغال اجرا توسط تاپ اکسپرس                    | لیسبون پورتلا |
| تاروم                                              | هنری کواندا، یاش |
| ترنسویا فرانس                                      | اورلی |
| ترکیش ایرلاینز                                     | آتاترک |
| هواپیمایی بین‌المللی اوکراین                        | بوریسپیل فصلی: لیو دانیلو هالیتسکی |
| یونایتد ایرلاینز                                   | لیبرتی نیوآرک فصلی: دالس واشینگتن |
| ولوتی                                              | بوردو–مریگناک، نانت آتلانتیک |
| ویولینگ                                            | بارسلونا-ال پرات، پره‌تولا، شارل دوگل پاریس، لئوناردو دا وینچی-فیومیچینو فصلی: ایبیزا، منورکا |
| واموس ایر                                          | کانکون، کینتانا رو، لا آررا، پونتا کانا، خوآن گئوآلبرتو گومس چارتر: کویین بیاتریکس، آتن، ال دورادو، بلوونی گوگلیلمو مارکونی، هلسینکی، مالمو، ویرو ویرو، لا امریکاس، لنارت مری تالین، ورنس تروندهایم چارتر فصلی: میامی |
| ویز ایر                                            | هنری کواندا، بوداپست فرنک لیست، کلوژ-نپوکا، کرایووا، سیبیو، صوفیه، ترگو مورش، ترایان وویا |

### باری
| شرکت‌های هواپیمایی                                    | مقصدهای پروازی |
| ---------------------------------------------------- | --- |
| ای‌اس‌ال ایرلاینز بلژیک                                | بروکسل، لیژ |
| آتلانتیک ایرلاینز                                    | لیژ |
| Cygnus Air                                           | فرانکفورت، گرن کناریا، تنریف شمالی |
| دی‌اچ‌ال اوییشن                                        | پکن، محمد پنجم، کپنهاگ، ایست میدلند، فرانکفورت، لایپزیگ/هال، هیترو لندن، میامی، میلانو مالپنسا، شارل دوگل پاریس                                                            |
| امارات اسکای‌کارگو                                    | آل مکتوم |
| دی‌اچ‌ال اوییشن اجرا توسط یوروپین ایر ترنسپورت لایپزیگ | لایپزیگ/هال |
| فدکس اکسپرس اجرا توسط ای‌اس‌ال ایرلاینز ایرلند         | دوبلین، شارل دوگل پاریس |
| ام‌ای‌اس کارگو                                         | فرانکفورت، کوالالامپور |
| هواپیمایی قطر                                        | حمد |
| سویفت‌ایر                                             | هواری بومدین، آتن، بارسلونا-ال پرات، بیلبائو محمد پنجم، گرن کناریا، لارناکا، لیسبون پورتلا، میلانو مالپنسا، پالما د مایورکا، شارل دوگل پاریس، استکهلم-آرلاندا، تنریف شمالی |
| ترکیش ایرلاینز                                       | هواری بومدین، بلگراد نیکولا تسلا، محمد پنجم، آتاترک |
| یوپی‌اس ایرلاینز                                      | محمد پنجم، اوهر شیکاگو، کلن بن، استانستد لندن |